# Teusinda d'Arle
Teusinda d'Arle (abans de 928 - després de 977), fou una aristòcrata borgonyona instal·lada a Arle a Provença, coneguda per les seves nombroses donacions a l'Església arlesiana.

## Biografia

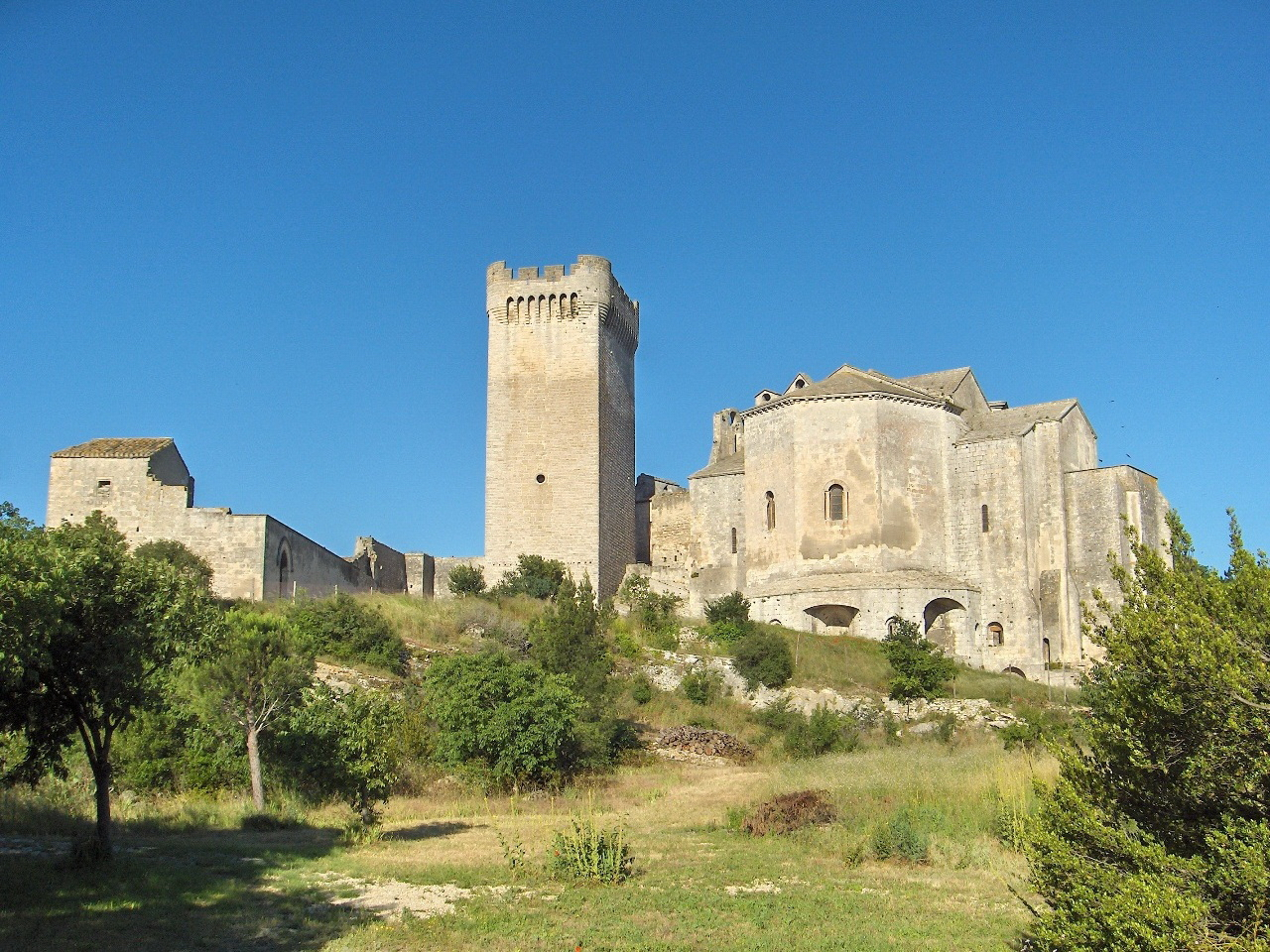
L'abadia de Montmajor va ser erigida sobre un pujol dominant la planura pantanosa que s'estén al nord d'Arle

Teusinda fou una dona de l'aristocràcia borgonyona que va seguir a Hug d'Arle a Provença; pertanyia a la família dels comtes de Cavaillon; seria possiblement la filla del comte d'Apt conegut sota el sobrenom de Griffó d'Apt, designat pel rei Conrad III de Borgonya el 948 o 949, i germana d'un Gontard prebost de la catedral d'Arle. Seria igualment la tia de Maiol de Cluny, el quart abat de Cluny.
Dona molt pietosa, a la que certs textos qualificant-la de sancto monialis o de Deo devota, va distribuir els seus béns a les comunitats religioses d'Arle sota els arquebisbes d'Arle, Manassès i Itier. El 7 d'octubre 949, va comprar l'illa de Montmajor qui pertanyia a l'arquebisbat d'Arle i en va fer donació als religiosos benedictins que hi vivien i així fou fundada l'abadia de Montmajor. Teusinda va confirmar aquesta donació al seu testament el 977.
El 19 de juliol de 973, Teusinda va obtenir de l'arquebisbe Itier la concessió de Saint-Hippolyte prop Arles, per reconstruir-la, restaurar-la, i posseir-la, ella i el seu nebot el bisbe de Fréjus, Riculf, fins al final dels seus dies.
La seva làpida ha estat trobada als anys 1970 en una propietat privada prop de l'abadia de Montmajor.